# ㅡ
ㅡ – samogłoska należąca do grupy pisma hangul, do oznaczenia samogłoski przymkniętej tylniej niezaokrąglonej [ɯ]. Według transkrypcji McCune’a-Reischauera samogłoska brzmi "ŭ".
ㅡ jest według Koreańskich Zasad Pisowni (Hunminjeongeum) dwudziestą trzecią litera alfabetu koreańskiego i dziewiątą samogłoską. Samogłoskę wymawia się poprzez lekkie zwinięcie języka.
Samogłoska współtworzy ㅗ i ㅜ.

## Pismo

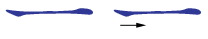
Kolejność pisania ㅡ